# Джеральд Молен
Джеральд Роберт «Джеррі» Молен (англ. Gerald Robert "Jerry" Molen, народився 6 січня 1935) — американський кінопродюсер і актор. Він тісно співпрацював зі Стівеном Спілбергом, продюсував п’ять його фільмів і отримав премію «Оскар» за співпродюсування «Списку Шиндлера». У 2019 році Movicorp оголосила, що Молен буде продюсувати Sweet By and By, мультирасовий південний готичний романтичний трилер; а в 2021 році Молен розпочав початкову підготовку міні-серіалу. Зараз Молен напівпенсійний і проводить свій час по черзі між Монтаною та Лас-Вегасом, штат Невада.

## Життя і кар'єра
Молен народився в Грейт-Фоллз, штат Монтана, в сім'ї Едіт Лоррейн (уроджена Мейєр) і Джеральда Річарда Молена.  Він виріс у Північному Голлівуді, штат Каліфорнія, після переїзду з Монтани разом із кількома молодшими братами та сестрами. Його мати тримала закусочну «The Blue Onion», яка знаходилася навпроти однієї з великих студій. Молен розпочав кінобізнес із заміни шин на студійних вантажівках.
Молен з’являвся в ролях другого плану або епізодичних ролях у кількох фільмах, які він продюсував, зокрема «Людина дощу», «Дні грому» та « Парк Юрського періоду». Ім’я «Молен» можна побачити намальованим на передній частині великого чорного казана у фільмі «Гак», коли камера обертається піратськими доками в Неверленді.
Під час президентської кампанії 2012 року Молен створив документальний фільм «2016: Америка Обами» з критикою американського президента Барака Обами.
У 2016 році, коли другий рік поспіль білий список номінантів на Оскар викликав звинувачення в дискримінації в Голлівуді та загрозу бойкоту Оскара, Молен назвав ідею бойкоту «смішною». «Немає расизму, крім тих, хто створює проблему», — сказав він. «Це найгірший вид. Використовуючи такий потворний спосіб скаржитися».

## Фільмографія
- Тутсі (1982) (керівник виробництва)
- Історія солдата (1984) (керівник виробництва)
- Фіолетовий колір (1985) (керівник виробництва)
- *батареї не входять (1987) (асоційований виробник)
- Людина дощу (1988) (співпродюсер, актор)
- Дні грому (1990) (виконавчий продюсер, актор)
- Крюк (1991) (продюсер)
- Парк Юрського періоду (1993) (продюсер, актор)
- Список Шиндлера (1993) (продюсер)
- Флінстоуни (1994) (виконавчий продюсер)
- Маленькі пройдисвіти (1994) (продюсер)
- Каспер (1995) (виконавчий продюсер)
- Тригерний ефект (1996) (виконавчий продюсер)
- Твістер (1996) (виконавчий продюсер)
- Амістад (1997) (актор)
- Загублений світ: Парк Юрського періоду (1997) (продюсер)
- По той бік раю (2001) (продюсер, актор)
- Catch Me If You Can (2002) (актор)
- Minority Report (2002) (продюсер)
- Легенда про Джонні Лінго (2003) (продюсер)
- За дошкою (2011) (виконавчий продюсер)
- 2016: Америка Обами (2012) (продюсер)
- Америка: Уявіть собі світ без неї (2014) (продюсер)
- Аболіціоністи (2016) (продюсер)
- Америка Хілларі: Таємна історія Демократичної партії (2016) (продюсер)
- Мег (2018) (виконавчий продюсер)
- Смерть нації (2018)